# William Sunsing
William Sunsing Hidalgo (Heredia, 12 maggio 1977) è un ex calciatore costaricano, di ruolo attaccante.

## Carriera

### Club
Sunsing veloce attaccante, segnò molti gol in Costa Rica in due stagioni con la Ramonense (1996-97, 97-98), quando fu ceduto in prestito dal Club Sport Herediano, dove ritornò per lasciare la sua orma e conquistare i seguaci florenses.
Di lì passò in MLS al New England Revolution, ritornò alle file florenses, giocò anche nel Pérez Zeledón, poi giunge in Europa dove passò un breve periodo con Teplice e Akratitos.
Quindi ritorna in Costa Rica nel Liberia.

### Nazionale
Sunsing è anche un membro della squadra Nazionale della Costa Rica con la quale debuttò nel 2000, è andato in competizione nella Coppa del Mondo FIFA del 2002 in Corea del Sud e Giappone, inoltre partecipò alla Coppa America 2001 in Colombia e a diverse gare di qualificazione per la Coppa del Mondo FIFA del 2006 in Germania.
Attualmente è parte importante della Selezione Nazionale che si prepara per le eliminatorie a Sudafrica 2010.